# TiungSAT–1
TiungSAT–1 az első maláj rádióamatőr mikroműhold.

## Jellemzői
Feladata, segíteni a térképészeti munkákat, a meteorológiai szolgáltatást, az ionoszféra felső rétegeinek vizsgálatát, valamint az oktatást. A Rádióamatőr Szövetség hozzáférést kapott a képek és oktatási anyagok vételére.

## Küldetés
Építette az Surrey Satellite Technology Ltd., az építésben együttműködött az Astronautic Technology Sdn Bhd (ATSB). Üzemelteti a Bahagian Kajian Sains Angkasa (BKSA). Társműholdak: MegSat–1 (olasz), Unisat–1 (olasz), SaudiSat–1A (szaúd-arábiai), SaudiSat–1B (szaúd-arábiai).
Megnevezései: MySat–1 (Malaysia Satellite); OSCAR–49 (Orbiting Satellite Carrying Amateur Radio); MO 48 (Malaysian Oscar); COSPAR: 2000-057D; SATCAT kódja: 26548.
2000. szeptember 26-án a Bajkonuri űrrepülőtér LC-109/95 (LC–Launch Complex) jelű indítóállványról egy Dnyepr hordozórakéta (RS-20 ICBM) hordozórakétával állították alacsony Föld körüli pályára (LEO = Low-Earth Orbit). Az orbitális pályája 96,9 perces, 64,6° hajlásszögű, a geocentrikus pálya perigeuma 604 kilométer, az apogeuma 627 km volt.
A Föld mágneses tengelyére, az MB-70 UoSat felszerelt eszközökkel forgás stabilizált. Formája négyszögletes test, tömege 50 kilogramm. Kettő fedélzeti számítógépe segíti a programszerű üzemelést. Telemetriai rendszere (VHF) digitális adattárolására és továbbítására kifejlesztett. Beépített antennái segítségével tartja kapcsolatát a földi adó (parancs) és vevő állomásokkal. A műhold két nagy pontosságú kamerával felszerelt, képes mérni az ionoszféra sugárzási tényezőit. A műhold helyzetét GPS segítségével követik. Az űreszköz felületét gallium-arzenid napelemek borították (35 W), éjszakai (földárnyék) energia ellátását újratölthető nikkel-kadmium akkumulátorok biztosították.